# Kondoleans
Att kondolera innebär att man uttrycker sitt deltagande till de anhöriga till någon som avlidit. Man kan framföra sina kondoleanser personligen eller skicka ett kort eller med blommor som skickas hem till de anhöriga före eller efter begravningen.  
Ett vanligt sätt att uttrycka deltagande på är att ge en minnesgåva i form av en inbetalning till ett välgörande ändamål. Den avlidnas dödsorsak eller sjukdom kan avspeglas i valet av fond för begravningsadressen, såsom Cancerfonden och Hjärt-Lungfonden. Kondoleansadresserna kan även vara knutna till personens yrkeskarriär, intressen eller engagemang.

## Etymologi
Av latin con = med och dolere = känna smärta